# The very best of - Highlights
The very best of - Highlights is een muziekalbum van The Cats uit 1998. Het album verscheen rond vier jaar nadat de band in 1994 voor de vierde keer uit elkaar was gevallen.
Het album stond 7 weken in de Album Top 100 en bereikte nummer 20 als hoogste notering.

## Nummers
| Nummer      | Naam                                                 | Geschreven door                               | Duur | Opmerkingen |
| ----------- | ---------------------------------------------------- | --------------------------------------------- | ---- | ----------- |
| Disk 1 - 1  | One way wind                                         | Arnold Mühren                                 | 3:42 |             |
| Disk 1 - 2  | Times were when                                      | Neil Grimshaw                                 | 3:11 |             |
| Disk 1 - 3  | Without your love                                    | Cees Veerman en Mel Andy                      | 2:50 |             |
| Disk 1 - 4  | Scarlet ribbons                                      | Evelyn Danzig en Jack Segal                   | 3:19 |             |
| Disk 1 - 5  | Lies                                                 | Lewis & Clarke                                | 2:56 |             |
| Disk 1 - 6  | Excuse me                                            | Dick & Don Addrisi                            | 2:28 |             |
| Disk 1 - 7  | Lea                                                  | Arnold Mühren                                 | 3:47 |             |
| Disk 1 - 8  | Mandy my dear                                        | Jaap Schilder                                 | 3:21 |             |
| Disk 1 - 9  | Where have I been wrong                              | Piet Veerman                                  | 5:17 |             |
| Disk 1 - 10 | Freedom bird                                         | Lewis & Clarke                                | 2:57 |             |
| Disk 1 - 11 | Lonely walk                                          | Piet Veerman                                  | 5:20 |             |
| Disk 1 - 12 | Dance dance                                          | Neil Young                                    | 2:46 |             |
| Disk 1 - 13 | Phone call                                           | Piet Veerman                                  | 3:18 |             |
| Disk 1 - 14 | Take me with you                                     | Arnold Mühren                                 | 3:01 |             |
| Disk 1 - 15 | Why                                                  | Arnold Mühren                                 | 4:03 |             |
| Disk 1 - 16 | Let's follow the sun                                 | Cees Veerman                                  | 3:08 |             |
| Disk 1 - 17 | Dreams                                               | Piet Veerman                                  | 6:11 |             |
| Disk 1 - 18 | Mississippi                                          | Arnold Mühren en Piet Veerman                 | 6:13 |             |
| Disk 1 - 19 | Sure he's a cat                                      | Roger Greenaway en Roger Cook                 | 2:34 |             |
| Disk 1 - 20 | Let's dance                                          | Piet Veerman                                  | 3:26 |             |
| Disk 2 - 1  | Rock 'n' roll (I gave you the best years of my life) | Kevin Johnson                                 | 4:58 |             |
| Disk 2 - 2  | Trying to explain                                    | Piet Veerman                                  | 4:03 |             |
| Disk 2 - 3  | We should be together                                | Allen Reynolds                                | 3:15 |             |
| Disk 2 - 4  | Be my day                                            | Larry Murray                                  | 3:01 |             |
| Disk 2 - 5  | Lovin' arms                                          | Tom Jans                                      | 3:36 |             |
| Disk 2 - 6  | If you'll be my woman                                | Cees Veerman                                  | 3:48 |             |
| Disk 2 - 7  | Save the last dance for me                           | Doc Pomus en Mort Shuman                      | 3:06 |             |
| Disk 2 - 8  | Come Sunday                                          | Lane Caudell en Harry Lloyd                   | 2:32 |             |
| Disk 2 - 9  | A letter                                             | Piet Veerman en John Möring                   | 3:35 |             |
| Disk 2 - 10 | Cindy                                                | Peter Reber en Rolf Zuckowski                 | 3:41 |             |
| Disk 2 - 11 | Lovin' her was easier                                | Kris Kristofferson                            | 3:34 |             |
| Disk 2 - 12 | My friend Joe                                        | Cees Veerman                                  | 3:01 |             |
| Disk 2 - 13 | Like a Spanish song                                  | Larry Murray                                  | 2:58 |             |
| Disk 2 - 14 | Second pair of eyes                                  | Piet Veerman en Alan Parfitt                  | 3:32 |             |
| Disk 2 - 15 | Rosie                                                | Dick Wagner, Piet Veerman en Cor Veerman      | 5:06 |             |
| Disk 2 - 16 | Lovers don't talk                                    | Fred Bekky en Tony Kolenberg                  | 3:39 |             |
| Disk 2 - 17 | You may already be a winner                          | John Hiatt                                    | 3:42 |             |
| Disk 2 - 18 | Spanish Harlem                                       | Jerry Leiber en Phil Spector                  | 3:41 |             |
| Disk 2 - 19 | A love like yours                                    | Eddie Holland, Brian Holland en Lamont Dozier | 4:19 |             |
| Disk 2 - 20 | The end of the show                                  | Cees Veerman                                  | 4:29 |             |